# Provinsmesterskabsturneringen 1927-28
Provinsmesterskabsturneringen 1927-28 var den 15. udgave af en fodboldturnering for herrer organiseret af DBU, hvor den bedste klub fra hver af de fem lokalunioner kæmpede om Provinsmesterskabet. Turneringen blev vundet af AaB for første gang.

## 1. runde
| 10. juni 1928 |

| B 1901 | 2 - 3 | Skovshoved IF |
| ------ | ----- | ------------- |
|        |       |               |

| Nykøbing Falster |

## 2. runde
| 3. juni 1928 |

| AaB                          | 3 - 2   | B 1913                                  |
| ---------------------------- | ------- | --------------------------------------- |
| Søren Andersen 16', 50', 57' | (1 - 0) | Kaj Seeback 66' · Martin Petersen 72' · |

| Randers Stadion, Randers Tilskuere: 1.500 Dommer: p. Remtoft, København |

| 17. juni 1928 |

| Skovshoved IF | 6 - 1 | Viking IK |
| ------------- | ----- | --------- |
|               |       |           |

| Skovshoved |

## Finale
| 24. juni 1928 14.00 |

| AaB                                                                               | 8 - 2   | Skovshoved IF                        |
| --------------------------------------------------------------------------------- | ------- | ------------------------------------ |
| Kaj Mølback 5', 30', 75' · Søren Andersen 10', 22', 48', 63' · Axel Willadsen 77' | (4 - 1) | Axel Guhle 7' · Svend Strømann 88' · |

| Aalborg Stadion, Aalborg Tilskuere: 1.300 Dommer: Otto Remke |